# Timothy Hyman
Pour les articles homonymes, voir Hyman.
Timothy Hyman, né le 17 avril 1946 à Hove et mort le 7 septembre 2024,, est un peintre figuratif, un écrivain sur l'art et un conservateur de musée anglais.

## Biographie
Timothy Hyman a en particulier publié des monographies sur la peinture siennoise  et sur le peintre Pierre Bonnard.

## Publications
- Bonnard, Thames & Hudson, 1998  (ISBN 978-0500203101)
- Bhupen Khakhar, Chemould Publications and Mapin Publishing, 1998,  (ISBN 81-85822-55-7)
- Carnivalesque Timothy Hyman, Roger Malbert & Malcolm Jones. Published by National Touring Exhibitions (Hayward Gallery).2001   (ISBN 978-1853322099)
- Stanley Spencer Tate Publishing. London. 2001.  (ISBN 978-1854373779)
- Sienese Painting, Thames & Hudson, 2003.  (ISBN 0500203725)
- Fifty Drawings, Lenz Books. 2010.  (ISBN 978-0-9564-760-4-3)

En français
- Bonnard, Thames & Hudson, 2000
- La Peinture siennoise - L'art d'une Cité-République (1278-1477), Thames & Hudson, 2007, Paris   (ISBN 978 2 87811 289 4).